# Heist – Der letzte Coup
Heist – Der letzte Coup ist ein Spielfilm aus dem Jahr 2001 mit Gene Hackman und Danny DeVito. Er gehört zum Heist-Genre.

## Handlung
Dieser Film handelt von einem letzten großen Raub des Berufsverbrechers Joe Moore und seiner Freunde Blane und Pincus. Nachdem die Bande einen Juwelier ausgeraubt hat, nimmt der Hehler bzw. Finanzier des Unternehmens, Mickey Bergman, zwar die Beute an sich, will die drei aber erst auszahlen, nachdem sie einen weiteren, letzten Auftrag für ihn erledigen. Um zu gewährleisten, dass ihn die Bande aufgrund des Wortbruchs nicht austrickst, stellt Bergman die Bedingung, seinen Neffen Jimmy Silk an der neuen Aktion zu beteiligen. Da Moore bei dem vorherigen Raub jedoch ohne Maskierung durch die Sicherheitskameras gefilmt wurde, würde er lieber sofort untertauchen, wofür er jedoch das Geld brauchte. Deshalb willigt er ein, Silk an der Aktion zu beteiligen.
Während der Vorbereitung auf den Coup stellt sich Silk als unzuverlässig und unintelligent heraus. Dennoch verführt er Moores Frau Fran, die daraufhin die Seiten wechselt.
Gemeinsam rauben die vier zusammen mit Fran als Gold deklarierte Kisten aus einem schweizerischen Flugzeug am Flughafen, wonach Silk nach dem Weggang der anderen Moore niederschlägt, da er auch Fran für sich haben möchte, und auf dem Weg zum Treffpunkt ihr erklärt, dass es kein weiteres Treffen mit Moore geben werde. Daraufhin gerät der Wagen der beiden auf die Gegenspur, muss einem Sattelzug ausweichen und schleudert dabei gegen ein Hindernis. Die Kisten mit der Ladung erleiden Schaden und zeigen, dass statt Gold nur Unterlegscheiben geraubt wurden. Auch der Probebarren entpuppt sich als mit Goldfolie beklebtes Stück Blei. Das echte Gold liegt noch im Flugzeug, versteckt in den Kisten einer Ladung Metallteile, die Moore und Blane mit demselben Flugzeug haben kommen lassen. Zur Täuschung hatten sie die Metallteilekisten mit dem Genfer Goldtransportsiegel überklebt, damit diese gestohlen würden. In der Zwischenzeit holen Moore und Blane das Gold, welches sich noch im Flugzeug in besagter Ladung befindet, als Mitarbeiter der Firma getarnt, an die die Ladung adressiert ist. Danach schmelzen sie das Gold in Stangenform um.
Währenddessen lässt Bergman Pincus entführen. Indem er ihm Gewalt zufügen lässt und solche auch gegen dessen Nichte androht, erpresst er ihn, zu verraten, wo sich das Gold und der Treffpunkt befinden. Auch Fran, die sich mit Silk bei Bergman eingefunden hat, wird unter Druck gesetzt. Pincus wird nach Preisgabe des Treffpunktes durch einen Komplizen Bergmans erschossen.
Moore und Blane landen auf Moores Boot am Treffpunkt im Hafen. Moore erscheint als erster auf dem mit Kisten und Ladungen vollgestellten Pier und wird von Bergman, dessen Komplizen, Silk und Fran überrascht. Blane bleibt ungesehen verborgen. Während Bergman Moore unter Druck setzt, um herauszufinden, wo sich das Gold befindet, beschwört Fran ihren Mann, Bergman das Gold zu geben und Bergman, ihn mit etwas Geld ziehen zu lassen. Der sieht die goldfarbene Reling des Bootes und glaubt sich am Ziel, das Gold gefunden zu haben. Doch beim Versuch, ein Stückchen herauszuschneiden, zeigt sich, dass es nur hochglanzpoliertes, goldlasiertes Messing ist. 
Silk verlässt mit Fran den Treffpunkt und Bergman will Moore erschießen. Dieser wird beim Versuch zu fliehen durch einen von Bergmans Komplizen am Oberschenkel verwundet. Plötzlich taucht Blane bewaffnet aus seinem Versteck auf und es entwickelt sich eine Schießerei, die nur Moore und Blane überleben. Bergman, schwerverletzt und wehrlos auf dem Boden liegend, wird von Moore erschossen. Später bittet Blane ihn, seinen Anteil am Raub zu überweisen, und gibt ihm die Kontodaten. Er beschwört Moore eindringlich, das Land bald zu verlassen und nie zurückzukehren, worauf sie sich trennen.
In einer Werkstatthalle mit einem Kleinlastwagen, der beladen ist mit schwarz angestrichenen Stangen, wartet Moore auf seine Frau, die schließlich mit Silk im Schlepptau erscheint. Moore stellt fest, dass Fran auf Silks Seite gewechselt ist. Fran und Silk fahren mit der Ladung geschwärzter Stangen davon. Ungerührt sieht Moore ihnen nach, steigt in einen abseits stehenden älteren, mit Baumaterial beladenen Lastwagen und verlässt damit ebenfalls die Halle. Dabei wird die Farbschicht einer herausragenden Stange am Garagentor abgekratzt, glänzendes Gold zeigt sich. Moore hebt eine Persenning auf der Ladefläche an, die eine Menge glänzender Goldstäbe verdeckt. Er steckt den zerkratzten Stab darunter und sichert sie mit einer schwarzen Eisenstange, bevor er verschmitzt lächelnd davonfährt.

## Kritiken
„Keine Weiterentwicklung des Genres, aber eine flott erzählte Geschichte über Vertrauen, Freundschaft, Macht und die Verführung des Geldes.“

„David Mamet – eher für wortgewaltige Kammerspiele bekannt – drehte hier einen Krimi im alten Stil. Dank der guten Darsteller und des raffinierten Drehbuchs – Erinnerungen an ‚Haus der Spiele‘ werden wach – ist dies durchaus spannende Unterhaltung.“